# Elyse Levesque
Elyse Marie Levesque (Regina, 10 de setembro de 1985) é uma atriz e modelo canadense. Mais conhecida por seus papéis nas séries Stargate Universe  e Os Originais.

## Biografia
Elyse Levesque nasceu e cresceu em Regina, Canadá. Ela começou a atuar aos 11 anos, quando se tornou parte do elenco de jovens atores da série infantil The Incredible Story Studio. Apareceu em um  trabalho comercial para TV e Rádio e depois interpretou a Dr. Maxine na série futurística e infantil 2030 CE.
Após o ensino médio viajou o mundo por dois anos como modelo, foi para Taiwan, Japão, Itália, Espanha e França, antes de voltar para o Canadá e estudar artes plásticas.
Em 2006 mudou-se para Vancouver, British Columbia, para se concentrar em sua carreira de atriz em tempo integral. Imediatamente matriculada em aulas de teatro, começou aos poucos os projetos de televisão e cinema para os mercados de filmes canadenses e americanos. Ela assumiu diversos papéis em participações na TV, entre eles, Virginia Poe a esposa doente de Edgar Allan Poe na série Masters of Horror, um episódio em Flash Gordon como Layla e dois episódios em Smallville como Casey Brock.
Em 2009 deu vida a Chloe Armstrong, uma brilhante e bela filha de um senador norte-americano na série de ficção-científica do syfy, Stargate Universe, o terceiro capítulo da bem-sucedida franquia Stargate MGM. Desde o cancelamento da série em 2011, Levesque vem trabalhando em vários filmes independentes.
No final de 2010 fez um ensaio fotográfico com corsets na Toro Magazine, para a famosa marca Lace Embrace.
Em 2014 participou da 1ª temporada da série Os Originais, onde fez a bruxa Genevieve. Em seguida se tornou recorrente na série Cedar Cove, interpretando Maryellen Sherman.
Alualmente reside em Los Angeles.

## Filmografia

### Televisão
| Ano       | Título                     | Papel                          | Notas                                      |
| --------- | -------------------------- | ------------------------------ | ------------------------------------------ |
| 2014      | Transporter: The Series    | Zara Knight                    | Episódios: "End Game" e "T2"               |
| 2013-2014 | Cedar Cove                 | Maryellen Sherman              | Recorrente (13 episódios)                  |
| 2014      | Os Originais               | Genevieve                      | Recorrente (12 episódios)                  |
| 2009-2011 | SGU Stargate Universe      | Chloe Armstrong                | Elenco principal                           |
| 2009-2010 | SGU Stargate Universe Kino | Chloe Armstrong / Airman Kelly | Minissérie / Recorrente (04 episódios)     |
| 2008      | Men in Trees               | Tricia                         | Episódio: Sonata in Three Parts            |
| 2007      | Smallville                 | Casey Brock                    | Episódios: "Gemini" e "Wrath"              |
| 2007      | Flash Gordon               | Layla                          | Episódio: "Possession"                     |
| 2004-2007 | Renegadepress.com          | Mandy                          | Episódios: "Blackout" e "A Very Thin Edge" |
| 2007      | Masters of Horror          | Virginia Poe                   | Episódio: Uniquely Trip                    |
| 2002-2003 | 2030 CE                    | Dr. Maxine Rich                | 05 episódios                               |
| 2001      | MythQuest                  | Eurydice                       | Episódio: Orpheus                          |
| 1997      | Incredible Story Studio    | Vários                         |                                            |
| 2017      | Orphan Black               | Detetive Maddy Enger           | 3 episódios                                |

### Cinema
| Ano  | Título                             | Papel                | Notas          |
| ---- | ---------------------------------- | -------------------- | -------------- |
| 2019 | Ready or Not                       | Charity Le Domas     |                |
| 2019 | Into the Dark - Pilgrim            | Patience             |                |
| 2015 | Mesmerized                         | Nyx                  | Pós-produção   |
| 2015 | Spare Change                       | Lily Horowitz        | Pós-produção   |
| 2015 | Fruitcake                          | Sallie               | Curta-metragem |
| 2015 | Fishing Naked                      | Amy                  |                |
| 2013 | Sons of Liberty                    | Rourke               |                |
| 2012 | In Return                          | Lola                 |                |
| 2012 | Slumber Party Slaughter            | Nadia                |                |
| 2009 | Christmas Crash                    | Teresa Johnson       |                |
| 2008 | Free to Go                         | Hanna                | Curta-metragem |
| 2008 | A Season to Wither                 | Mary                 | Curta-metragem |
| 2008 | Storm Cell                         | Dana                 | Telefilme      |
| 2008 | Journey to the Center of the Earth | Emily                | Telefilme      |
| 2007 | The Haunting of Sorority Row       | Whitney Seasons      | Telefilme      |
| 2007 | Normal                             | Marcy the Babysitter |                |
| 2007 | How I Married My High School Crush | Tina Landers         | Telefilme      |
| 2007 | Unthinkable                        | Kelly Shaw           | Telefilme      |
| 2006 | Family in Hiding                   | Alicia Peterson      | Telefilme      |
| 2005 | The Lost Angel                     | Billie (jovem)       |                |
| 2004 | The Cradle Will Fall               | Maureen              |                |
| 2003 | Betrayed                           | Camp Leader          | Telefilme      |